# Bågnäbbad tinamo
Bågnäbbad tinamo (Nothoprocta curvirostris) är en fågel i familjen tinamoer inom ordningen tinamofåglar.

## Utbredning och systematik
Bågnäbbad tinamo delas in i två underarter:
- Nothoprocta curvirostris curvirostris – förekommer i Anderna från sydvästligaste Colombia till norra Peru (Cordillera del Condor)
- Nothoprocta curvirostris peruviana – förekommer i Anderna i norra och centrala Peru (söderut till Huánuco)

## Status
Arten har ett begränsat utbredningsområde, men beståndet anses vara stabilt. IUCN kategoriserar arten som livskraftig.